# 中国神话
中国神话一般指的是关于上古傳說、历史、宗教和儀式的集合体，通常它会透過口述、寓言、小说、儀式、舞蹈或戏曲等各种方式在上古社会中流传。某方面而言，上古神话会被假定是历史真实的一部份，關于中国神话的最初文字记载可以在《山海经》、《水经注》、《尚书》、《九歌》、《史记》、《礼记》、《楚辞》、《吕氏春秋》、《国语》、《左传》、《列子》、《淮南子》等古老的漢族典籍中發現。

## 何谓中国神话

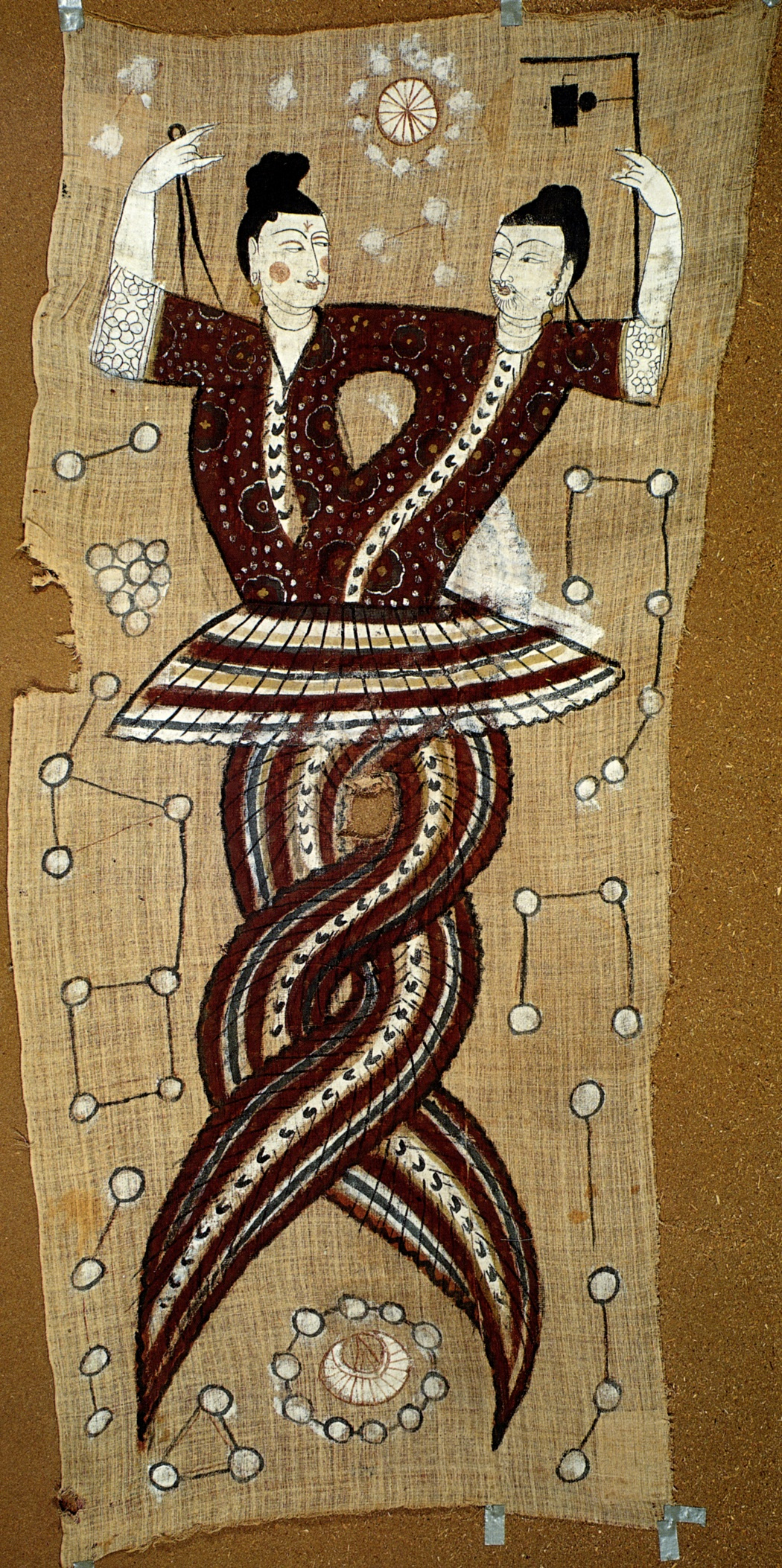
女娲与伏羲

與其他民族的神話一樣，中国上古神话源自原始社会时，人类試圖透過推理和想象，对各种自然现象作出合理解释，但是由于当时的知识水平低下，因此经常笼罩着一层神秘的色彩。
另一方面，上古神話也是上古社会的缩影，神话中的人物大多来自原始人类的自身形象。如狩猎发达的部落，所创造的神话大多与狩猎有关；农耕发达的部落，所创造的神话多与农业有关。
中國神話不同於中國傳統宗法性宗教及古道教等宗教的神話，原因是跟產生了希臘神話的希臘等國相比，「中國」一詞所指的範圍較大，且境內民族及宗教眾多，類似於產生了耆那教及印度教等宗教的印度，故「中國神話」一詞一般只被用以指先秦時期 華夏族民族宗教的神話，但常與道教神話及漢傳佛教神話被混為一談。

### 分類
根据中国神话学者袁珂的分类，现在所说的中国神话可分为“神话”、“传说”和“仙话”三种：
- 神话的背景是在秦汉以前，主要是描述人类与大自然的关系、万物有灵论及上古宗教，神话中的主角是神或半人神，样貌、能力和功绩多异于常人，同时神话叙述是一个超乎想象的时空或事件；
- 传说是一些口耳相传的故事，这些故事可能会随着人口的迁移，在相隔数百里的地方，有着同样人物的传说，卻又因地方的不同而有所偏差，传说中的主角是人，样貌、能力和功绩虽被夸张描述，但并非不可接受，内容也较贴近现实世界；
- 仙话是神话的变种，也可以说是“神仙故事”。大约起源自战国时代之后，随着道教的兴盛而出现，主要是宣扬神仙思想和道家文化，描述仙人的生活、成仙的经历等。

虽然学者把中国神话细分为以上三类，但历代以来的道士把他们的信仰和想象加入在神话当中，民间普遍也把三者混为一谈。

### 文學特点

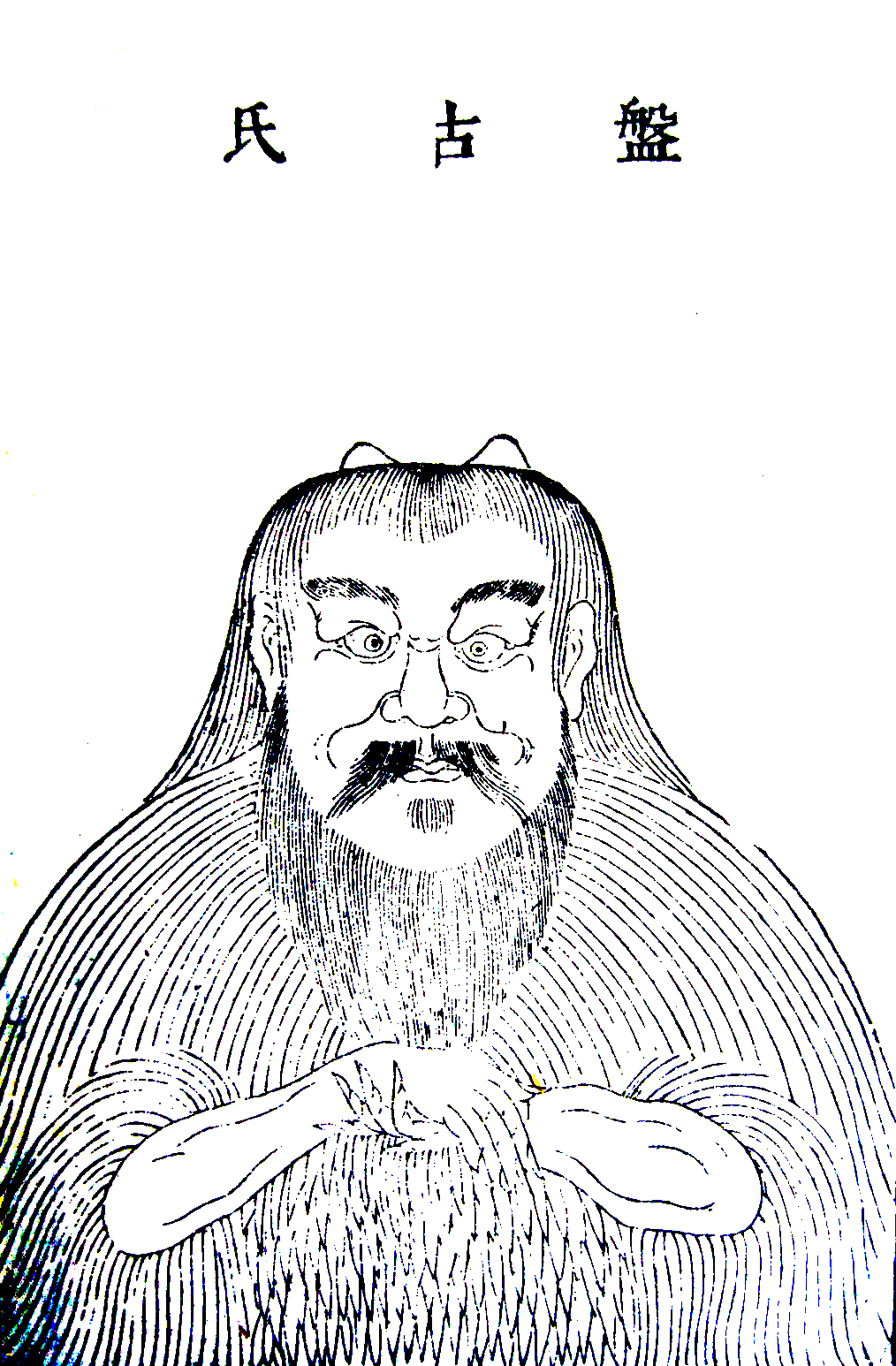
於《三才圖會》中的盤古像

關于中国神话的特点，不同领域的学者会把各自的焦点放自己熟悉的领域上，并以此发展出不同的观点。而中國文學者一般會把焦點放在它的文學性上，认为它是：
- 想象力丰富、内容朴素却真实生动；
- 故事性强，具有浪漫主义色彩；
- 主角性格形象鲜明。

### 影响力
由道教開始在中原兴盛以后，道士们为了能有效地把教务向四方推动出去，便在上古神话或其他宗教的信仰基础上，添加自己的观念和修持方法，逐渐发展出了三清尊神、玉皇、三官大帝等的神仙体系。如今的道教修持法门，除了有屬于道教本身的观念和方法外，也遗传了上古時代的万物有灵、祖先崇拜和图腾崇拜信仰。
在晋代至明清时期，中国文学史上又出现了一种被称为“志怪小说”或“神魔小说”的类别，主要讲述“神”、“鬼”、“仙”、“妖”、“精”、“怪”、“佛”、“魔”的故事，当中很多是参考了神话、传说和仙话，其中有名的当属《封神演义》、《西游記》、《镜花缘》及《聊斋志异》等。

## 上古漢族神话时代

### 创世神话
漢族的创世神话结合了儒家文学、道家文学和民间信仰而成一体，然而不同版本之间的叙述往往会有冲突的情况出现，对于谁是中国神话中的“第一人”，根据时代的先后就出现了皇天上帝、皇皇帝天、女娲、盘古和玉皇大帝等几种说法：
- 皇天上帝：关于皇天上帝的文字记载最早出现在书经中，關於祂的神話故事可能在西元前700年或更早以前的文字記載的歷史就已经存在；文献对于皇天上帝“人性”的诠释，比如孔子曾說「不怨天，不尤人。下學而上達。知我者，其天乎！」、「噫！天喪予！」等，庄子中记载的混沌、倏和忽算是最具备“人”的形象，祂主要的職責是向民间传达“敬天地”的概念。

- 天也称为皇皇帝天：关于天的文字记载最早出现在书经中，在儒教教義中也称为昊天上帝；虽然普遍上认为皇皇帝天和皇天上帝属于同一概念，但汉学家顾立雅的研究表明關於皇天上帝的神話故事的出现更早于關於皇皇帝天的神話故事。一些歷史學家認為當時周族人大多崇信皇皇帝天，而商族人大多崇信皇天上帝，在大商王國被推翻後，西周王國為了確立其正統性，把二者的形象合而為一，是為昊天上帝，其後成為儒教所崇信的神靈。在民间, 皇皇帝天的形象也比皇天上帝更加“人性化”；中国古代帝皇自誉为“天之子”，北京天坛既是明清两代君王祭天的所在地。

- 女娲、伏羲：关于女娲的文字记载最早出现在列子和楚辞的天问中，祂可能在西元前350年或更早以前的文字記載的歷史就已经存在；在传说中，祂的形象是半人半蛇，和伏羲同为人类的始祖，在共工致使天塌陷的时候，曾炼五色石补天。

- 盘古：目前关于混元老祖盘古最早的文字记载是出自于三国时徐整的三五历纪；传说中，祂用一把利斧破开天地，在祂死后用自己的身体变化出世间万物。《枕中書》（元始上真眾仙記）稱盤古為真人（道教神仙），其名號為元始天王。

- 玉皇大帝：传说玉皇是道教神話中的三清化生出的先天尊神，是神仙名義上的领导者，在民间也称为玉帝或天公。

### 氏族的形成
上古神话时代中的人物按照母系的血统凝聚成为以氏为族的早期部落。

## 中国漢族传说时代

### 三皇五帝
在女媧以後到來統治世間的是三皇和五帝，年代約是西元前29世紀至前22世紀，這些領袖被後世認為是聖明和道德的典範；歷代以來，各造學者對於三皇五帝的確實身份都存在分歧，最為普遍所接受的是來自史記與尚書中記載的：
- 三皇：
  - 燧人氏 - 傳說燧人氏教人鑽木取火、用火。
  - 伏羲氏 - 傳說伏羲教民結網進行漁獵畜牧。
  - 神農氏 - 傳說神農是農業和醫藥的發明者，教人醫療與農耕。

- 五帝：
  - 黄帝 - 史記記載，五帝之首為黃帝。黃帝被譽為中華民族的始祖，最後打敗蚩尤，統一各部落(此時發明指南車)。
  - 颛顼 - 相傳顓頊是黃帝的孫子，是九黎的首領。
  - 帝嚳 - 相傳嚳是黃帝的曾孫，顓頊的侄子。
  - 尧 - 相傳帝嚳死後傳位於平庸的挚，於是各部族首領紛紛背離摯，改而擁立堯。
  - 舜 - 相傳舜的時代是農耕時代的高度發展期，並是道德觀的開始。

### 大禹治水
相傳在帝堯的時代，天下洪水氾濫，堯命令鯀治水九年無功而返；當舜繼位後，處死了鯀并命令鯀的兒子禹繼任治水。禹在檢討鯀失敗的原因以後，與益和后稷一起改革了治水的方法，經過了十三年的時間，終於治理了大水。禹成功治水以後，帝舜封禹為伯，以夏（今河南）為其封國；帝舜在位三十三年後，把天子之位禪讓給禹，由於他治水的偉大功績，後世遂把他稱為大禹。

### 夏朝
關於夏朝的成立，在典籍中流傳著幾個不同的說法，而最普遍被接受的一個是：相傳帝禹在位的時候，原本有意選東夷部落的首領皋陶作為繼位人，然而皋陶卻比帝禹先逝世，帝禹又立皋陶的兒子益為繼承人。帝禹死後不久，禹的兒子啓在各部落首領的支持下推翻了益自立為王，同時打破了過往的禪讓制度，開啟了中國的第一個世襲王朝。
夏朝被神話學者認為是一個半神話的時代，雖然在史記和竹書紀年中記載了夏朝17位帝王的名號，然而考古學者後來在二里頭(今河南偃師)發現了完整的宮殿遺址，稱為二里頭遺址。
然而目前至今尚未發現能正式證明是夏朝的遺址。

### 商朝
相傳夏朝的最後一位帝王桀是位嗜殺成性的暴君，商部落的首領湯聯合其他部落的首領推翻夏桀建立了商朝。商朝的統治時間約是在西元前1600年至前1046年，初期多次遷都；到盤庚繼位時，定都於殷（今河南安陽）。商朝的最後一位帝王紂在位時施行暴政，約前1046年，周武王聯合其他部落首領進攻朝歌討伐商紂，帝紂自焚於鹿台，商朝自此滅亡。
考古學家發現的殷墟遺址能夠證明商朝文明的存在；然而，夏商周年表依然有許多爭論的地方。商朝的滅亡和周朝的建立構成了封神演义的主要内容。商朝人所祭祀的天帝就是東方人形象/體系的神，繼承自上古中國文化的信奉。

## 評價
- 中國歷史學者周非認為中國神話反映了中國先民富有想像力、創造力、思辨力，充滿英雄主義和浪漫主義的精神，也展現了中國人注重勤勞、天人合一、神人一體等的思維特色；有学者认为「目前流傳下來的故事文本裡，一點也沒涉及情愛內容」，中國似乎沒有愛情方面的神話[10]。但是后来的神仙故事也有描述爱情的方面。

## 研究書目
- 袁珂：《中國古代神話》（上海：商務印書館，1957）.
- 袁坷：《中國神話通論》（成都：巴蜀書社，1993）.
- 王孝廉：《嶺雲關雪——民族神話學論集》（北京：學苑出版社，2002）.